# Christian de Meza
Christian de Meza, danski general, * 14. januar 1792, † 16. september 1865, Kopenhagen.
Med drugo nemško-dansko vojno je ukazal umik danske vojske iz Danevirkeja, kar je šokiralo dansko javnost; posledično je bil razrešen poveljstva, kljub temu da je organiziral pomembne obrambne položaje pri Dybbølu. Uradno je bil razrešen 28. februarja in kljub temu, da je bil 5. avgusta vrnjen na generalski položaj, ni več neposredno sodeloval v vojni.. Umik iz Dannevirkeja je bil izveden profesionalno in načrtno, tako da so le z izgubo nekaj artilerije umaknili celotno vojsko. 10. marca 1864 je parlamentarna preiskovalna komisija oprostila Mezeja kakršnekoli odgovornosti za umik; kot odgovorno osebo je komisija označila vojno ministrstvo, ki ni zagotovilo ustrezne priprave in je tako zanemarilo odgovornost.